# Madeirai babérgalamb
A madeirai babérgalamb (Columba trocaz) a madarak osztályának galambalakúak (Columbiformes) rendjéhez és a galambfélék (Columbidae) családjához tartozó faj.

## Előfordulása
A Portugáliához tartozó Madeira-szigeteken honos.

## Megjelenése
Testhossza 42-45 centiméter. A tollazata csaknem egyszínű szürkéskék, mellén vöröses árnyalattal, nyakán ezüstös színű nyakörv található, farkán sötét szalag látható. A felnőtt madarak csőre narancssárga, a fiataloké barnás. Szeme világossárga, lábai kárminvörösek.

## Életmódja
A madeirai babérgalamb a sziget hegyvidéki babérerdeiben honos. Elsősorban gyümölcsökkel táplálkozik. Ezen kívül magvakat, leveleket és apróbb állatokat is fogyaszt.